# Scovilleova stupnice
Scovilleova stupnice (též Scovilleho stupnice) udává změřenou pálivost paprik a chilli papriček. Papriky (rod Capsicum) obsahují látku kapsaicin, která způsobuje pálení tím, že stimuluje receptory nervových zakončení jazyka. Počet Scovilleových jednotek pálivosti (Scoville heat units, SHU) odpovídá přítomnému množství kapsaicinu.

## Test pálivosti papriček
Stupnice je pojmenována po americkém chemikovi Wilburu Scovilleovi (1865–1942), který v roce 1912 publikoval metodu kvantitativního srovnávání pálivosti papriček – Scovilleův organoleptický test. Základem je roztok z paprik, cukru a vody, který je následně ředěn vodou a zkoušen ochutnávači (většinou nejméně pěti) do té doby, než zmizí pálivost (alespoň pro 3 z 5 ochutnávačů).
Stupeň naředění se měří na Scovilleově stupnici. Sladká paprika neobsahuje žádný kapsaicin a na Scovilleově stupnici má hodnotu 0 (paprika je celá, neředěná a nepálí). Naproti tomu jedna z nejpálivějších papriček habanero má pálivost 300 000 a více SHU, z čehož plyne, že původní roztok musí být 300 000krát méně koncentrovaný (objem musí být 300 000krát zvětšen), než je kapsaicin nedetekovatelný. Například 16 Scovilleových jednotek odpovídá množství kapsaicinu naředěného 1 ku milionu, protože nejvyšší možná dosažená hodnota – pro čistý 100% kapsaicin – dosahuje zhruba 16 milionů SHU. Látky vyvolávající ještě silnější reakci než kapsaicin, musejí být naředěny ještě více, a teoreticky tak stupnice nemá horní hranici. Největší slabinou Scovilleova organoleptického testu je jeho nepřesnost zapříčiněná lidským prvkem – počet chuťových receptorů (a tedy vnímavost vůči pálení) se člověk od člověka značně liší. Navíc postupem času dochází k jejich znecitlivění a po několika testech v krátkém časovém intervalu člověk snese daleko větší pálení, než na počátku ochutnávání.
Pomocí chromatografických metod lze měřit SHU podstatně přesněji než při Scovilleově organoleptickém testu za účasti ochutnávačů. Touto metodou se však získávají přímo hodnoty koncentrace, které je třeba pronásobit podle toho, zda jde o roztoky kapsaicinu nebo jiných sloučenin.

## Počet SHU pro různé odrůdy paprik
Naměřené hodnoty SHU se mohou lišit v závislosti na odrůdě, podnebí nebo i půdě. Údaje v následující tabulce obsahují přibližnou hodnotu pálivosti paprik.
| 3 180 000         | Pepper X                 |
| 2 480 000         | Dragon's Breath          |
| 2 200 000         | Carolina Reaper          |
| 2 009 231         | Trinidad Moruga Scorpion |
| 1 598 227         | Dorset Naga              |
| 1 382 118         | Naga Viper               |
| 1 086 844         | Naga Morich              |
| 1 067 286         | Infinity Chilli          |
| 1 041 427         | Bhut Jolokia             |
| 350 000 – 580 000 | Red Savina Habanero      |
| 100 000 – 350 000 | Habanero                 |
| 50 000 – 100 000  | Birds Eye                |
| 30 000 – 50 000   | Cayenne                  |
| 5 000 – 23 000    | Serrano                  |
| 5 000 – 10 000    | Chipotle                 |
| 2 500 – 8 000     | Jalapeño                 |
| 1 000 – 2 000     | Poblano                  |

Pro srovnání
- Jako nejpálivější chilli omáčka se uvádí Mad Dog 357 No.9 Plutonium, která obsahuje extrakt čistého kapsaicinu o síle 9 000 000 SHU.
- Hlavní zdroj pálivosti chilli papriček, kapsaicin (stejně jako jeho derivát dihydrokapsaicin), mají v čistém krystalickém stavu 16 000 000 SHU.
- Resiniferatoxin, organická látka obsažená v některých druzích pryšce, dosahuje v čistém stavu ještě tisíckrát vyšší hodnoty, tedy 16 miliard Scovilleho jednotek.